# Tetrastichus artem
Tetrastichus artem är en stekelart som beskrevs av Kostjukov 1995. Tetrastichus artem ingår i släktet Tetrastichus och familjen finglanssteklar. Inga underarter finns listade i Catalogue of Life.